# Општина Лопаре
Општина Лопаре је општина у сјевероисточном дијелу Републике Српске, БиХ. Налази се у предјелу између планине Мајевице, равнице Семберије и Посавине. Сједиште општине се налази у насељеном мјесту Лопарама. Према подацима Агенције за статистику Босне и Херцеговине на попису становништва 2013. године, у општини је пописано 15.357 лица.

## Насељена мјеста
Подручје општине Лопаре чине насељена мјеста:
Бобетино Брдо, Бријест, Брусница, Вакуф, Висори, Вукосавци, Завршје, Јабланица, Ковачица*, Колимер*, Козјак, Коњиковићи, Корај, Кореташи, Лабуцка, Липовице, Лопаре, Лопаре Село, Лукавица*, Мачковац, Милино Село, Миросавци, Мртвица, Пељаве, Пипери, Пирковци, Подгора, Потраш, Прибој, Пукиш, Пушковац, Ратковићи*, Смиљевац, Тобут и Челић*.

## Географија
Површина општине заузима 299,8 км2, са 15.357 становника у 4.704 домаћинства. Насељеност по квадратном километру је данас 52,49 становника или 3,26 по домаћинству.
Сусједне општине и градови су Угљевик, Бијељина, Брчко, Челић, Теочак, Сапна и Тузла.

## Демографија општине
|             | 2013.           | 1991.            | 1981.            | 1971.            |
| Укупно      | 15 357 (100,0%) | 32 537 (100,0%)  | 33 769 (100,0%)  | 33 847 (100,0%)  |
| Срби        | 13 869 (90,31%) | 18 243 (56,07%)  | 19 522 (57,81%)  | 20 497 (60,56%)  |
| Бошњаци     | 1 371 (8,928%)  | 11 990 (36,85%)1 | 11 952 (35,39%)1 | 11 621 (34,33%)1 |
| Хрвати      | 50 (0,326%)     | 1 263 (3,882%)   | 1 608 (4,762%)   | 1 537 (4,541%)   |
| Неизјашњени | 25 (0,163%)     | –                | –                | –                |
| Непознато   | 11 (0,072%)     | –                | –                | –                |
| Југословени | 8 (0,052%)      | 583 (1,792%)     | 541 (1,602%)     | 43 (0,127%)      |
| Остали      | 8 (0,052%)      | 458 (1,408%)     | 72 (0,213%)      | 106 (0,313%)     |
| Македонци   | 4 (0,026%)      | –                | 15 (0,044%)      | 1 (0,003%)       |
| Црногорци   | 3 (0,020%)      | –                | 38 (0,113%)      | 15 (0,044%)      |
| Муслимани   | 3 (0,020%)      | –                | –                | –                |
| Босанци     | 3 (0,020%)      | –                | –                | –                |
| Роми        | 1 (0,007%)      | –                | –                | –                |
| Украјинци   | 1 (0,007%)      | –                | –                | –                |
| Албанци     | –               | –                | 16 (0,047%)      | 23 (0,068%)      |
| Мађари      | –               | –                | 3 (0,009%)       | 4 (0,012%)       |
| Словенци    | –               | –                | 2 (0,006%)       | –                |

1. 1 На пописима од 1971. до 1991. Бошњаци су пописивани углавном као Муслимани.

## Политичко уређење

### Општинска администрација
Начелник општине представља и заступа општину и врши извршну функцију у Лопарама. Избор начелника се врши у складу са изборним Законом Републике Српске и изборним Законом БиХ. Општинску администрацију, поред начелника, чини и скупштина општине. Институционални центар општине Лопаре је насеље Лопаре, гдје су смјештени сви општински органи.
Начелник општине Лопаре је Радо Савић испред Српске демократске странке, који је на ту функцију ступио након локалних избора у Босни и Херцеговини 2008. године. Састав скупштине Општине Лопаре је приказан у табели.

## Познате личности
- Цвијетин Благојевић српски и југословенски фудбалер и тренер.
- Миле Илић, српски кошаркаш.
- Слободан Јовић, пјесник.
- Радивоје Керовић, четнички војвода.
- Радивоје Керовић, српски књижевник, ванредни професор Филозофског факултета Универзитета у Бањалуци.
- Цвијетин Мијатовић, учесник Народноослободилачке борбе и члан Председништва СФРЈ (1980—1981).
- Јово Радовановић Јоваш, учесник Народноослободилачке борбе, мајор ЈНА и народни херој Југославије.
- Митар Керовић (Тобут, око 1856 — Мелерсдорф код Беча, 1. октобар 1916) је био српски тежак (кмет) и учесник Сарајевског атентата на аустроугарског надвојводу Франца Фердинанда.
- Неђо Керовић (1886—1916) био је српски родољуб из Босне који је учествовао у припреми Сарајевског атентата. Осуђен заједно са оцем Митром на Сарајевском процесу, умро је у аустријској тамници 1916.